# Kanton Caen-7
Kanton Caen-7 (fr. Canton de Caen-7) byl francouzský kanton v departementu Calvados v regionu Dolní Normandie. Skládal se pouze z části města Caen a obce Mondeville. Zrušen byl v roce 2015.